# 安化文庙
安化文庙又名梅城文庙，位于中国湖南省安化县梅城镇安化一中内，始建于北宋熙宁五年（1072年），现存是清道光二年（1822年）所建。2019年列入第八批全国重点文物保护单位。

## 历史沿革
安化文庙始建于北宋熙宁壬子年，位于洢水东岸启安，系首任知县毛渐创建；南宋绍兴甲子年迁城东；明宝祜乙卯年迁城西；清乾隆十二年迁现址；今孔庙乃道光二年遗存。
毛泽东早年于1917年和1925年两次到安化活动时都住在文庙大成门南厢房，南厢房至今维持原状。民国14年6月，中共安化支部在文庙秘密成立。
中华人民共和国成立后，庙宇经多次拨款修葺。1981年3月，被定为县级重点文物保护单位。2002年，梅城文庙武庙被确定为湖南省重点文物保护单位。2019年，梅城文武庙古建筑群列入第八批全国重点文物保护单位。

## 建筑布局
安化文庙分三进，总面积3111平方米。前院照壁正中砌明万历知县陈阳明所书外“瀛洲”及内“龙门”二石刻。院前棂星门高10余米，有半月形泮池，青条石为坎，塘畔有数株梧桐。
中院门分三道，中间为大成门，左为金声门，右为玉振门。大成殿立台上，穿枋梁架结构，面阔五间，通高12米，阔21.5米，进深12.5米，屋顶为覆黄色琉璃瓦的重檐歇山式，“魁星”高居其中，饰龙、凤 、獅 、麟于檐角。殿堂正中供“大成至圣先师孔子神位”，旁供“四配”和“十二哲”，堂上悬清康熙帝所书“万世师表”横额 。后院祭祀亚圣孟子，殿前有天井、拜台、石柱、石栅等物。院内空地120平方米，两侧植有金银二桂（今仅存金桂）。